# Synegia tertia
Synegia tertia là một loài bướm đêm trong họ Geometridae.